# Солонович, Дарья Игоревна
Дарья Игоревна Солонович (9 июля 2002, Москва) — российская футболистка, нападающая клуба «Чертаново».

## Биография
Воспитанница московской футбольной школы «Смена», первый тренер — Елена Мухина.
Во взрослом футболе начала выступать в 2018 году в составе московского клуба «Чертаново». Дебютный матч в высшей лиге России сыграла 21 апреля 2018 года против пермской «Звезды-2005», заменив на 67-й минуте Маргариту Черномырдину. Первый гол в высшей лиге забила 24 июня 2018 года в ворота ижевского «Торпедо». По итогам сезона 2018 года стала серебряным призёром чемпионата России. В 2019 году не играла за первый состав своего клуба, на следующий сезон вернулась в команду. С середины сентября 2023 года в течение года не играла из-за травмы.
Выступала за юниорскую сборную России.